# Adrian Meisen
Adrian Meisen (* 1. Oktober 1997) ist ein ehemaliger  deutscher Skirennläufer. Er war weitgehend auf die technische Disziplin Slalom spezialisiert. Sein älterer Bruder Bastian Meisen war ebenfalls als Skirennläufer aktiv.

## Biografie
Adrian Meisen wuchs gemeinsam mit seinem um ein Jahr älteren Bruder Bastian in Garmisch-Partenkirchen auf. Mutter Sabine und einer seiner Großväter sammelten Erfahrungen als Skirennläufer.
Über die Gaumannschaft gelangte Meisen zum DSV und bestritt im Alter von 16 Jahren am Oberjoch seine ersten FIS-Rennen. Ende Januar 2015 nahm er am Europäischen Olympischen Jugendfestival in Malbun teil und gewann im Slalom hinter Raphael Haaser und Albert Popow die Bronzemedaille. Zudem gewann er Bronze im Mannschaftswettbewerb. Ein gutes Jahr später gab er im Slalom am Oberjoch sein Debüt im Europacup. Bei seinen ersten Juniorenweltmeisterschaften in Åre blieb er als Slalomfünfter nur knapp hinter den Medaillenrängen zurück. In der Kombination und im Riesenslalom belegte er die Ränge 27 und 42, im Super-G schied er aus. Nach mehreren Erfolgen auf FIS-Ebene nahm er im folgenden Jahr erneut an den Juniorenweltmeisterschaften teil, konnte sich jedoch in keinem der drei Rennen klassieren. Beim Konditionstraining in Norwegen erlitt er einen Knochenbruch im rechten Mittelfuß, was eine Operation und dreimonatige Rehabilitation zur Folge hatte.
Im Winter 2018/19 gelangen ihm seine ersten Top-10-Platzierungen im Europacup, im darauffolgenden Dezember schaffte er es als Zweiter im Parallelslalom auf dem Kronplatz sogar auf das Podest. Aufgrund einer Operation an der Patellasehne musste er die Saison jedoch vorzeitig beenden und rund ein Jahr pausieren.
Am 26. Februar 2022 gab Meisen im Slalom auf dem Gudiberg sein Weltcup-Debüt. Aufgrund ausbleibender Europacup-Ergebnisse verlor der Sportsoldat im Anschluss an die Saison 2022/23 den Kaderstatus beim DSV und musste sich mithilfe der privaten World Racing Academy, unterstützt von der Bundeswehr, seinem Heimat-Skiverein und seinem Kopfsponsor, zurückkämpfen. Nach der Saison 2024/2025 beendete er seine Karriere.

## Erfolge

### Juniorenweltmeisterschaften
- Åre 2017: 5. Slalom, 27. Kombination, 42. Riesenslalom

### Europacup
- 4 Platzierungen unter den besten 10, davon ein Podestplatz

### Nor-Am Cup
- 4 Platzierungen unter den besten 10, davon ein Podestplatz

### Europäisches Olympisches Winter-Jugendfestival
- Vorarlberg/Liechtenstein 2015: 3. Slalom, 3. Mannschaft, DNF Riesenslalom

### Weitere Erfolge
- Sieg bei den ungarischen Meisterschaften im Slalom 2022
- Sieg bei den niederländischen Meisterschaften im Slalom 2023
- 7 Siege in FIS-Rennen